# Hugo Hallego
Hugo Hallego (vor 1850 – nach 1909) war ein Theaterschauspieler und Opernsänger (Tenor).

## Herkunft und Name
Ob Hallego oder auch Hallégo sein wirklicher Name ist oder nur ein Pseudonym, ist unklar. Auch sein richtiger Vorname sowie seine Herkunft sind unbekannt.

### Adolf Hallego
Operissimo und das Zeitgenossenlexikon schreiben Adolf Hallégo bzw. Adolf Hallego. 1887 ist ein Adolf Hallego als Einwohner in Aachen, Wespienstraße 25, verzeichnet.

### Ernst Hallego
Das Stadtarchiv Heilbronn nennt ihn Ernst Hallego, der Deutsche Bühnenalmanach von 1871 nennt ihn Ernst Hallégo.

### Hugo Hallego
Eisenberg nennt ihn Hugo Hallego.

## Leben
Hallego wirkte früher als Operettentenor, begann seine Theaterlaufbahn 1870 in Bern, kam von dort (1871) nach Königsberg (Ostpreußen), 1873 nach Magdeburg, 1874 an die komische Oper nach Wien, war 1876 in Hamburg engagiert, 1877 Basel, 1878 Köln, 1879 Breslau, von 1880 bis 1883 in Reval, 1884 Celle, von 1885 bis 1886 am Berliner Residenztheater, 1887 Aachen, 1888 Salzburg, 1889 Heidelberg, und trat 1890 in den Verband des Hoftheaters in Karlsruhe, wo er seit dieser Zeit im humoristischen Fach in anerkennenswerter Weise wirkte. Weder Geburts- noch Sterbeort bzw. -datum sind bekannt.
Er gehört der älteren Richtung an, weiß aber alles Übertriebene und alles Fratzenhafte zu vermeiden. Schlicht und einfach in seiner Kunst, fügt er sich unaufdringlich in das Ensemble ein und sind seine komischen und humoristischen Alten gerne gesehen worden („Wirt“ in Minna von Barnhelm etc.).